# Administration des transports publics
Pour les articles homonymes, voir ATP.
L'Administration des transports publics (ATP) est une administration publique luxembourgeoise chargée de la gestion, de l'organisation et du contrôle des services de transports publics réguliers et spécialisés de l'État luxembourgeois.

## Histoire
L'ATP est créée au 1er mars 2021 par la loi du 5 février 2021 sur les transports publics par la fusion de la Direction des transports publics du ministère de la Mobilité et des Travaux publics et la Communauté des transports (Verkéiersverbond), établissement public jusque-là sous la tutelle de ce même ministère,.

## Rôle et missions
Le rôle de l'ATP est d'assurer la gestion, notamment technique et financière, l'organisation et le contrôle des réseaux de transports publics réguliers et scolaires assurés par les autobus et autocars du RGTR ainsi que celle des services de transport à la demande ADAPTO et CAPABS destinés aux personnes à mobilité réduite, en dehors des services de transports interne à une commune ou à un syndicat intercommunal, mais peut conclure un accord si cela s'avère nécessaire dans le but d'apporter une organisation rationnelle des services de transport.
L'article 6 de la loi du 5 février 2021 précise :

« L’administration :
1. optimise et gère en collaboration et avec le concours des autorités organisatrices compétentes en Allemagne, en Belgique et en France, les services de transports publics par route sur les relations transfrontalières ;
2. participe à l’élaboration de la réglementation luxembourgeoise dans son domaine de compétence et en assure l’application ;
3. assure la coordination entre les différents opérateurs de transports publics nationaux et transfrontaliers ;
4. assure, auprès du public ainsi que des acteurs publics et privés l’information et le conseil en matière de l’offre de mobilité, ainsi que l’information multimodale et intégrée sur les modes de transports publics et de mobilité active, à l’aide des moyens de communication et des technologies appropriés ;
5. gère les réclamations qui sont portées à sa connaissance ;
6. élabore les propositions en matière tarifaire et exécute les décisions y afférentes du ministre ;
7. effectue pour le ministre des missions de collecte des données des transports publics par route et d’autres données nécessaires à l’accomplissement de sa mission ;
8. assure la gestion organisationnelle, administrative, technique, financière et comptable ainsi que le contrôle des services de transports publics réguliers, réguliers spécialisés et des services à la demande [...], et assurés par les exploitants suivant un contrat de services publics ;
9. effectue les tâches administratives et procédurales résultant des dispositions de l’Union européenne en matière de transports de voyageurs par route ;
10. est chargée de l’organisation, de la gestion et de la planification des horaires ainsi que du contrôle des transports publics par route [...] ainsi que de l’information multimodale des usagers des moyens de transports publics. »